# Christopher Havens
Christopher Havens (* um 1981 in Olympia) ist ein US-amerikanischer Mathematiker.

## Leben und Wirken

### Familie
Christopher  Havens ist der Sohn der Krankenschwester Terry Forte – über den Vater sind weitere Daten nicht bekannt. Er hat eine Schwester namens Jean.
In jungen Jahren heiratete er und hatte insgesamt fünf Kinder. Für eine Tochter war er in San Francisco alleinerziehender Vater, weil die Mutter offenbar überfordert das Sorgerecht an den Staat Kalifornien übertragen hatte.

### Der verlorene Sohn
Bereits in der Elementary School zeigte sich Havens' Talent für Mathematik. In der vierten Klasse war er dem Unterrichtsstoff weit voraus und half anderen Schülern. Weil seine Mutter als Krankenschwester für die US-Armee arbeitete, zog die Familie während seiner Kindheit mehrfach in den USA um. 
Seine Mutter beschreibt ihn als kluges, freundliches Kind. Doch der Junge, der sich selbst als etwas unbeholfener Außenseiter sah, hatte Mühe, sich nach jedem Umzug anzupassen. Irgendwann verlor er in doppelter Hinsicht den Anschluss. Das war der Punkt, an dem er begann, sich zum Schlechteren zu verändern.
Er brach die Highschool im zweiten Jahr ab und fing an Drogen zu nehmen. 
Um diese zu finanzieren, beging er Diebstähle und lernte dafür Gefängnisse von innen kennen.
Die Drogen wurden zunehmend härter, bis er schließlich bei Crystal Meth ankam und zeitweise als Obdachloser lebte. Er versuchte mehrfach von den Drogen wegzukommen, wurde aber immer wieder rückfällig. Irgendwann fing er an, die Drogen selber zu verkaufen. Ende März 2010 erschoss er bei Olympia einen anderen Drogendealer. Er wurde verhaftet, gestand dem Mord und wurde 2011 im Alter von 30 Jahren zu 25 Jahren Haft verurteilt. 
Nach einem Telefonat mit seinem Vater, der ihn gefragt hatte, ob er Clownfisch im Haifischbecken sein wolle, wollte er Mitglied einer Gang werden und dafür die Aufnahmekriterien erfüllen. Eines davon war der Kampf gegen einen Mitgefangenen, was ihm zwei Monate nach seiner Ankunft im  Washington State Penitentiary in Walla Walla (Washington) für ein Jahr die Verlegung in eine Einzelzelle einbrachte.

### Aufbruch
Zuerst vertrieb er sich die einsame Zeit mit Sudoku. Doch allmählich wurde ihm das zu wenig.
Um sich von der Isolation abzulenken, fing er an, Mathematikaufgaben zu lösen. Diese waren Teil einer Bildungsmaßnahme. Havens nahm an dem Mathematikkurs teil, bis er ein Niveau erreichte, wo ihm der Trainer nicht mehr weiter helfen könne. Im Selbststudium eignete er sich Wissen an, doch ihm fehlte ein fachkundiger Ansprechpartner. Im Januar 2013 schrieb Havens die Herausgeber von renommierten Mathematikjournalen an und bat um Hilfe. Daraus entwickelte sich ein Kontakt zu Umberto Cerruti, einem Mathematikprofessor an der Universität Turin. Cerruti testete Havens, indem er ihm eine komplizierte Mathematische Aufgabe stellte. Als Havens diese löste, begann die Zusammenarbeit an Kettenbrüchen. Cerruti und andere Mathematiker unterstützten Havens mit Literatur. 2014 wurde er in einen Bereich mit Minimum Security verlegt. 2016 beschloss die Gefängnisleitung zusammen mit Havens das Projekt "Prison Mathematics Project" (PMP) zu starten. Havens gab Mithäftlingen Mathematikunterricht und durfte sich im Gegenzug eine Fachbibliothek aufbauen. 
2020 veröffentlichten Havens, Cerruti und weitere beteiligte Mathematiker im Journal "Research in Number Theory" ihre Erkenntnisse. Sie haben herausgefunden, dass manche Objekte der hyperbolischen Geometrie, wenn diese mit Kettenbrüchen transformiert werden, gewisse Symmetrien bilden.
Kurz nach der Veröffentlichung der wissenschaftlichen Arbeit, schrieb Marta Cerutti, die Tochter von Umberto Cerruti, einen kurzen Artikel über den Hintergrund und über die Schwierigkeiten sich in Gefängnissen an wissenschaftlichen Arbeiten zu beteiligen. Ihr Artikel erregte große Aufmerksamkeit und spornte dutzende von Personen an dem PMP zu helfen. Da die Gefangenen keinen Zugang zu Computern haben um zeitintensive Berechnungen durchführen können, schränkt das ihre Möglichkeiten ein. Deswegen hat das PMP 2023 eine Methode entwickelt, wie die Gefangenen das über das ihnen zugängliche E-Mail-System tun können.

## Veröffentlichungen
- Christopher Havens, Stefano Barbero, Umberto Cerruti & Nadir Murru: Linear fractional transformations and nonlinear leaping convergents of some continued fractions, 29. Januar 2020, Research in Number Theory